# Bang Bang Bang
„Bang Bang Bang” (kor. 뱅뱅뱅) – singel południowokoreańskiej grupy Big Bang, wydany cyfrowo 1 czerwca 2015 roku przez YG Entertainment. „Bang Bang Bang”, razem z „We Like 2 Party”, znalazł się na singlu A. Był to najczęściej pobierany i streamowany singel w Korei Południowej w 2015 roku.

## Tło
YG Entertainment zapowiedziało utwór jako część „MADE Series: A” Big Bangu w dwóch plakatach opublikowanych 27 i 28 maja 2015 roku.
Teledysk do utworu został wyreżyserowany przez Seo Hyun-seung, a choreografia została stworzona przez Parris Goebel, która pojawiła się w teledysku.

## lista utworów
| Nr | Tytuł                          | Słowa                  | Kompozycja     | Aranżacja | Czas |
| -- | ------------------------------ | ---------------------- | -------------- | --------- | ---- |
| 1. | "Bang Bang Bang" (kor. 뱅뱅뱅) | Teddy, G-Dragon, T.O.P | Teddy, Taeyang | Teddy     | 3:40 |

## Notowania
| Kraj              | Lista                         | Najwyższa pozycja |
| ----------------- | ----------------------------- | ----------------- |
| Korea Południowa  | Gaon Weekly Digital Chart     | 1                 |
| Korea Południowa  | Gaon Yearly Digital Chart     | 1                 |
| Korea Południowa  | Gaon Weekly Download Chart    | 1                 |
| Korea Południowa  | Gaon Yearly Download Chart    | 1                 |
| Korea Południowa  | Gaon Weekly Streaming Chart   | 1                 |
| Korea Południowa  | Gaon Yearly Streaming Chart   | 1                 |
| Stany Zjednoczone | Billboard World Digital Songs | 1                 |
| Finlandia         | Suomen virallinen lista       | 30                |
| Francja           | SNEP                          | 194               |
| Japonia           | Japan Hot 100                 | 11                |

## Sprzedaż
| Kraj                                | Sprzedaż                        |
| ----------------------------------- | ------------------------------- |
| Korea Południowa                    | 2 133 023+ (stan na 17.12.2016) |
| USA (Billboard World Digital Songs) | 11 000                          |
| Chiny (KuGou)                       | 2 816 900                       |

## Nagrody i nominacje
- 2015: Mnet Asian Music Awards
  - „Piosenka Roku” – wygrana[15]
  - „Najlepszy Występ Taneczny” – nominacja
- 2015: MTV IGGY: International Song of Summer 2015 – wygrana[16]
- 2015: Melon Music Awards
  - „Piosenka Roku” – wygrana[17]
  - „Netizen Popularity Award” – wygrana[17]
- 2016: Gaon Chart K-Pop Awards: piosenka miesiąca (czerwiec) – wygrana[18]
- 2016: Seoul Music Awards: Record of the Year in Digital Release – wygrana
- 2016: QQ Music Awards: „Najlepszy Teledysk Roku” – wygrana[19]
- 2016: Japan Gold Disc Award: „Song Of The Year By Download” (Azja) – wygrana[20]
- 2017: Japan Gold Disc Award: „Song Of The Year By Download” (Azja) – wygrana[21]